# Træskonæb
Træskonæb (Balaeniceps rex) eller abu markub (arabisk: "Skoens fader") er en fugl i ordenen Pelecaniformes, og eneste art i slægten Balaeniceps.
Den findes fra det nordlige Zambia til det sydlige Sudan, men dog kun pletvist eftersom den foretrækker sumpede områder – i særdeleshed papyrussumpe. Dyret bliver op til 1,4 meter høj og har et vingefang på omkring 2,5 meter.
Den voksne fugl har blålige fjer.
Navnet kommer af at fuglens næb er meget bredt, hårdt og trælignende. Kanterne er skarpe og bruges til at skære byttedyr over med. Træskonæbbet har en underlig angrebstaktik. Den står stille og kigger efter bytte i sumpen. Når den ser byttet (frøer, krokodilleunger eller lungefisk) kaster den af al sin kraft hovedet ned i byttet. Dette er måske den væsentligste grund til at dyret lever i papyrussumpene. På fastlandet ville sådan en taktik nemlig give voldsom hovedpine. Træskonæbbet lægger kalkhvide æg. Disse kan dog hurtigt blive overophedede, og derfor vil moderen som regel dænge æggene til med slimede kølige sumpplanter. De nyfødte unger kan også blive overophedede, og når dette sker vil moderen stå i op til flere timer med vingerne bredt som en parasol ud over reden. Den kan også fylde næbbet med sumpvand og hælde det ud over ungerne for at køle dem af. Træskonæbbet kan blive helt op til 35 år i fangenskab.
|  |  |